# 上越インターチェンジ
上越インターチェンジ（じょうえつインターチェンジ）は、新潟県上越市大字富岡にある北陸自動車道・国道18号上越魚沼地域振興快速道路上新バイパス（地域高規格道路）のインターチェンジである。また、上越魚沼地域振興快速道路の起点である。主に上越市直江津地区へのアクセスを担う。上信越自動車道が全通するまでは長野方面への最寄りインターとなっていた。
東日本高速道路株式会社新潟支社上越管理事務所が供設されている。

## 歴史
- 1983年（昭和58年）11月9日 - 米山IC - 当IC間の開通に伴い供用開始[1][5]。
- 1987年（昭和62年）7月21日 - 当IC - 名立谷浜IC間が開通[6]。当初は暫定2車線での供用。
- 1999年（平成11年）10月29日 - 当IC - 名立谷浜IC間が4車線化[7]。

## 道路
- E8 北陸自動車道（32番）
- 接続する道路：国道18号（上新バイパス）

## 料金所
- ブース数：9

### 入口
- ブース数：3
  - ETC専用：2
  - 一般：1

### 出口
- ブース数：6
  - ETC専用：2
  - 一般：4（うち1つは、自動精算機）

## 周辺
IC周囲には「イオン上越店」、「上越ウイングマーケットセンター」などの大型商業施設が集中するほか、公共施設も多く整備された。
- 上越あるるん村
- リージョンプラザ上越・新潟県立上越科学館
- 上越警察署
- 「上越インター富岡」バス停（県内高速バス）
- 直江津港
- 東日本旅客鉄道（JR東日本）・えちごトキめき鉄道 直江津駅
- えちごトキめき鉄道妙高はねうまライン 春日山駅
- 上越市立水族博物館（うみがたり）
- 高田城址公園
  - 上越市立歴史博物館
  - 小林古径記念美術館

## 隣
E8 北陸自動車道
(31-1)上越JCT - (32)上越IC - (32-1)大潟PA/スマートIC - (33)柿崎IC
国道18号 上新バイパス
三田IC - 上越IC - 富岡IC